# آتاودی
آتاودی (به لاتین: Atavdy) یک منطقهٔ مسکونی در روسیه است که در باشقیرستان واقع شده‌است.